# Anselme Enerunga
Anselme Enerunga Muunda, né à Bunyakiri le 21 avril 1967 et mort le 25 janvier 2023 à Bukavu, est un homme politique de la République démocratique du Congo et député national, élu de la circonscription de kalehe dans la province du Sud-kivu,,,.

## Biographie
Anselme Enerunga Muunda est né à Bunyakiri le 21 avril 1967, élu député national dans la circonscription électorale de kalehe dans la province du Sud-kivu. Il était membre du regroupement politique AAB.